# Xã Greene, Quận Sumner, Kansas
Xã Greene (tiếng Anh: Greene Township) là một xã thuộc quận Sumner, tiểu bang Kansas, Hoa Kỳ. Năm 2010, dân số của xã này là 75 người.